# Why Be Blue
Why Be Blue es el cuarto álbum de estudio de la banda estadounidense Suicide. Fue grabado y mezclado en One Take Studios, Nueva York, masterizado en Absolute Audio, en la misma ciudad, y lanzado en 1992 por el sello alemán Brake Out Records.
El 14 de diciembre de 2004, Mute Records publicó una edición remasterizada de A Way of Life a través de su filial Blast First. Esta nueva versión incluyó, además, un CD adicional consistente en el registro en vivo de una presentación del dúo en el teatro Le Palace, París, en abril de 1989.

## Lista de canciones
Todas las canciones escritas por Alan Vega y Martin Rev.
| N.º | Título           | Duración |  |
| 1.  | «Why Be Blue»    | 4:33     |  |
| 2.  | «Cheat-Cheat»    | 4:02     |  |
| 3.  | «Hot Ticket»     | 3:59     |  |
| 4.  | «Universe»       | 3:56     |  |
| 5.  | «Last Time»      | 3:35     |  |
| 6.  | «Play the Dream» | 4:24     |  |
| 7.  | «Pump It»        | 3:50     |  |
| 8.  | «Flashy Love»    | 4:43     |  |
| 9.  | «Chewy-Chewy»    | 3:57     |  |
| 10. | «Mujo»           | 4:11     |  |

| Live at Le Palace, Paris / 17th April 1989 (CD adicional edición 2004) |                    |          |  |
| N.º                                                                    | Título             | Duración |  |
| 1.                                                                     | «C'est la Vie»     | 7:02     |  |
| 2.                                                                     | «Johnny»           | 5:04     |  |
| 3.                                                                     | «Mambo Mambo»      | 6:18     |  |
| 4.                                                                     | «Rock Train»       | 8:36     |  |
| 5.                                                                     | «Jukebox Baby '96» | 7:40     |  |
| 6.                                                                     | «Dream Baby Dream» | 6:56     |  |
| 7.                                                                     | «Night Time»       | 8:04     |  |
| 8.                                                                     | «On Fire»          | 5:12     |  |

## Créditos
| - Alan Vega – voz - Martin Rev – instrumentos | - Ingeniería por David Heglmeier. - Masterizado por Brad Johnson. - Diseño por Brey Graphics, Munich. - Fotos de computador por Ric Ocasek. |